# Arcieparchia di Baalbek
L'arcieparchia di Baalbek (in latino Archieparchia Heliopolitana Graecorum Melkitarum) è una sede della Chiesa cattolica greco-melchita in Libano immediatamente soggetta al patriarcato di Antiochia dei Melchiti. Nel 2023 contava 21.000 battezzati. La sede è vacante, in attesa che l'arcieparca eletto Makhoul Farha, O.C.D., ne prenda possesso.

## Territorio
L'arcieparchia comprende la parte settentrionale della Valle della Beqa' in Libano.
Sede arcieparchiale è la città di Baalbek, dove si trova la cattedrale di Santa Barbara.
Il territorio è suddiviso in 13 parrocchie.

## Storia
Antica sede, già conosciuta nel IV secolo con il nome di Eliopoli di Fenicia, ha una presenza di vescovi cattolici dal 1701, anno in cui il vescovo Partenio inviò a Roma una professione di fede cattolica, ancora conservata nell'archivio di Propaganda Fide.
Dipendente dall'arcieparchia di Damasco, nel 1849 acquista la sua autonomia.
La cattedrale con il palazzo vescovile sono stati costruiti durante l'episcopato di Germanos Mouakkad; la chiesa è stata consacrata dall'eparca Agapitos Malouf nel 1897. Il vescovo Germanos Mouakkad fu il fondatore della Società dei Missionari di San Paolo.
Il 18 novembre 1964 è stata elevata al rango di arcieparchia.
Nel 1997 sono stati festeggiati il centenario della dedicazione della cattedrale ed il diciannovesimo centenario dell'arrivo del primo vescovo di Baalbek/Eliopoli.

## Cronotassi dei vescovi
Si omettono i periodi di sede vacante non superiori ai 2 anni o non storicamente accertati.
- Partenios (Haddad ?) † (prima del 1680 - prima del 27 ottobre 1722 deceduto)
- Macarios de Baniyas † (1724 - ?)
- Basilios Bitar, B.C. † (31 marzo 1754 - 1º gennaio 1761 deceduto)
- Philippe Qussayr, B.C. † (settembre 1761 - 24 luglio 1777 deceduto)
- Benoit Turkmani, B.C. † (13 aprile 1785 - 22 novembre 1808 deceduto)
- Clément Moutran, B.C. † (1810 - 3 luglio 1827 deceduto)
- Etienne (Athanasius) Ubayd, B.C. † (11 dicembre 1827 - 1850 deceduto)
- Elias (Meletios) Fendeh † (14 novembre 1851 - 1º o 10 settembre 1869 deceduto)
- Basilios Nasser † (17 ottobre 1869 - 26 settembre 1885 deceduto)
- Germano Muʿaqqad, B.S. † (1886 - febbraio 1894 dimesso)[1]
- Agapitos Malouf, B.C. † (29 marzo 1896 - 12 febbraio 1922 deceduto)
- Melezio Abou-Assaleh † (11 dicembre 1922 - 20 giugno 1937 deceduto)
- Joseph Malouf, S.M.S.P. † (26 ottobre 1937 - 5 marzo 1968 deceduto)
- Elias Zoghbi † (9 settembre 1968 - 24 ottobre 1988 ritirato)
- Cyrille Salim Bustros, S.M.S.P. (25 ottobre 1988 - 22 giugno 2004 nominato arcieparca, titolo personale, di Newton)
- Elias Rahal, S.M.S.P. (28 giugno 2004 - 16 luglio 2025 ritirato)
- Makhoul Farha, O.C.D., dal 16 luglio 2025

## Statistiche
L'arcieparchia nel 2023 contava 21.000 battezzati.
| anno | popolazione | popolazione | popolazione | presbiteri | presbiteri | presbiteri | presbiteri                | diaconi | religiosi | religiosi | parrocchie |
| anno | battezzati  | totale      | %           | numero     | secolari   | regolari   | battezzati per presbitero | diaconi | uomini    | donne     | parrocchie |
| ---- | ----------- | ----------- | ----------- | ---------- | ---------- | ---------- | ------------------------- | ------- | --------- | --------- | ---------- |
| 1950 | 7.600       | 68.000      | 11,2        | 15         | 9          | 6          | 506                       |         | 4         | 12        | 14         |
| 1959 | 9.265       | 80.000      | 11,6        | 20         | 17         | 3          | 463                       |         | 4         | 35        | 17         |
| 1970 | 35.000      | 132.000     | 26,5        | 16         | 15         | 1          | 2.187                     |         | 1         | 112       | 11         |
| 1980 | 15.000      | ?           | ?           | 10         | 8          | 2          | 1.500                     |         | 2         | 70        | 10         |
| 1990 | 25.000      | ?           | ?           | 9          | 8          | 1          | 2.777                     |         | 6         | 38        | 10         |
| 1999 | 14.000      | ?           | ?           | 9          | 7          | 2          | 1.555                     |         | 2         | 47        | 11         |
| 2000 | 15.000      | ?           | ?           | 9          | 7          | 2          | 1.666                     |         | 2         | 47        | 11         |
| 2001 | 15.000      | ?           | ?           | 10         | 8          | 2          | 1.500                     |         | 2         | 47        | 12         |
| 2002 | 30.000      | ?           | ?           | 10         | 8          | 2          | 3.000                     |         | 2         | 47        | 12         |
| 2003 | 15.100      | ?           | ?           | 11         | 9          | 2          | 1.372                     | 1       | 2         | 48        | 12         |
| 2004 | 15.200      | ?           | ?           | 11         | 9          | 2          | 1.381                     | 1       | 4         | 48        | 12         |
| 2006 | 22.000      | ?           | ?           | 11         | 9          | 2          | 2.000                     | 1       | 3         | 52        | 12         |
| 2009 | 20.000      | ?           | ?           | 13         | 12         | 1          | 1.538                     | 1       | 1         | 57        | 13         |
| 2012 | 20.000      | ?           | ?           | 13         | 12         | 1          | 1.538                     | 1       | 2         | 43        | 7          |
| 2015 | 20.000      | ?           | ?           | 15         | 14         | 1          | 1.333                     | 1       | 1         | 41        | 13         |
| 2018 | 21.000      | ?           | ?           | 15         | 13         | 2          | 1.400                     | 1       | 2         | 41        | 13         |
| 2020 | 21.000      | ?           | ?           | 15         | 13         | 2          | 1.400                     | 1       | 2         | 41        | 13         |
| 2022 | 21.000      | ?           | ?           | 15         | 13         | 2          | 1.400                     | 1       | 2         | 41        | 13         |
| 2023 | 21.000      | ?           | ?           | 15         | 14         | 1          | 1.400                     | 1       | 1         | 41        | 13         |